# جمیلو کالینز
جمیلو کولینز (انگلیسی: Jamilu Collins؛ زادهٔ ۵ اوت ۱۹۹۴) بازیکن فوتبال اهل نیجریه است.
از باشگاه‌هایی که در آن بازی کرده‌است می‌توان به باشگاه فوتبال رییکا و باشگاه فوتبال پادربورن اشاره کرد.
وی همچنین در تیم ملی فوتبال نیجریه بازی کرده‌است.